# Gary Sutton
Gary John Sutton (ur. 27 marca 1955 w Sydney) – australijski kolarz torowy i szosowy, pięciokrotny medalista torowych mistrzostw świata.

## Kariera
Pierwszy sukces w karierze Gary Sutton osiągnął w 1974 roku, kiedy zdobył srebrny medal w drużynowym wyścigu na dochodzenie, a indywidualnie był trzeci na igrzyskach Brytyjskiej Wspólnoty Narodów w Christchurch. Na rozgrywanych w 1976 roku igrzyskach olimpijskich w Montréalu rywalizację indywidualną zakończył na szóstej pozycji, a na igrzyskach Wspólnoty Narodów w Edmonton w 1978 roku zdobył brązowy medal w wyścigu na 10 mil, a razem z kolegami zwyciężył w drużynie. Swój ostatni start olimpijski zaliczył podczas igrzysk olimpijskich w Moskwie, gdzie Australijczycy z Suttonem w składzie zajęli szóste miejsce w drużynowym wyścigu na dochodzenie. W 1981 roku Gary wywalczył złoty medal w wyścigu punktowym amatorów na mistrzostwach świata w Besançon. W tej konkurencji, już w kategorii zawodowców, Australijczyk zdobył jeszcze cztery medale: srebrne na mistrzostwach świata w Leicester w 1982 roku, mistrzostwach w Barcelonie w 1984 roku i mistrzostwach w Lyonie w 1989 roku oraz brązowy podczas mistrzostw w Zurychu w 1983 roku. Startował także w wyścigach szosowych, jednak głównie w Australii, wygrał między innymi Herald Sun Tour w 1984 roku. Ponadto zdobywał medale mistrzostw kraju, zarówno w kolarstwie torowym jak i szosowym.